# Haworthia truncata
Haworthia truncata, és una espècie de planta suculenta del gènere Haworthia de la subfamília de les asfodelòidies.

## Descripció
Haworthia truncata és una petita planta, que fa aproximadament uns 2 cm d'alçada per 10 cm d'amplada. Aquesta espècie es reconeix fàcilment per les seves fulles que tenen una secció transversal gairebé rectangular i estan disposades en dues files oposades. Les fulles són grises o gris verdoses i es mantenen més o menys verticals. L'extrem d'una fulla, la part superior, dona la impressió d'haver estat tallada (o truncada), d'aquí l'epítet específic truncata. Les fulles estan cobertes de línies blanques o grises amb verrucositats.
En estat salvatge, les plantes solen estar mig enterrades, deixant només les puntes de les fulles visibles sobre el sòl. La punta truncada té una finestra foliar; és a dir, és translúcida, on permet l'entrada de llum per a la fotosíntesi. En aquest sentit, l'espècie s'assembla als Lithops, Fenestraria i Haworthia cymbiformis.
Les flors no són molt vistoses, apareixen en raïms tubulars blancs sobre una tija de 20 cm.

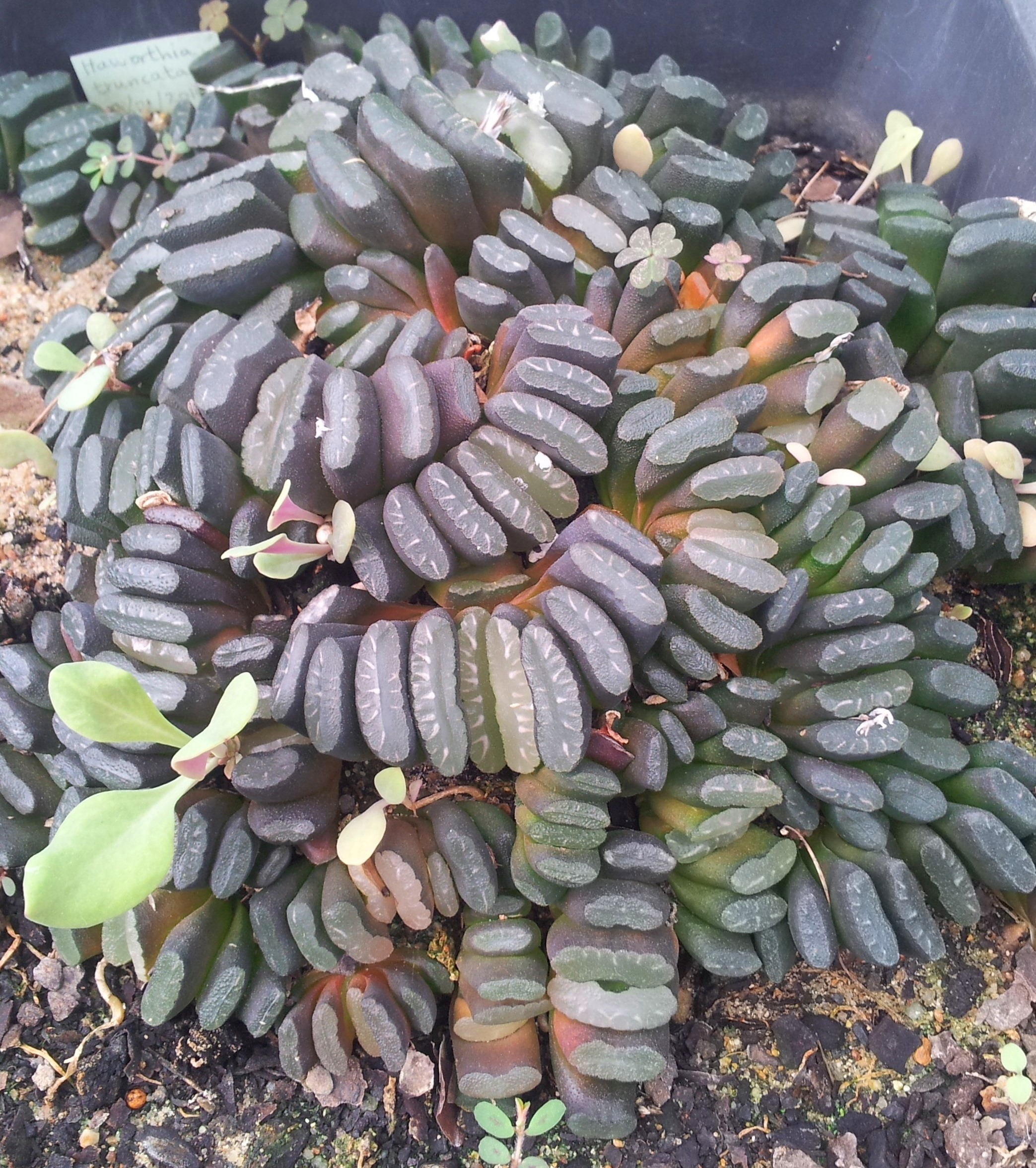
Una gran colònia de plantes que creixen en cultiu

## Distribució i hàbitat
Es troba a la regió del Petit Karoo, a l'extrem est de la província del Cap Occidental, a la zona d'Oudtshoorn (en diverses localitats, Volmoed, Vanwykskraal, Dysselsdorp, etc.), a Sud-àfrica.
Creixen a l'ombra dels arbustos i ocasionalment en zones obertes. Creixen sota terra amb només l'àpex de les fulles que s'eleven per sobre de la superfície del sòl de manera que són difícils de trobar. Es tracta d'una excel·lent protecció contra els herbívors. Aquesta planta tan singular té arrels contràctils que arrossegaran la planta al sòl durant els períodes de sequera, deixant només exposades les finestres.

## Taxonomia
Haworthia truncata va ser descrita per Selmar Schönland i publicada a Transactions of the Royal Society of South Africa 1: 391, l'any 1910.
Etimologia
Haworthia: nom en honor del botànic britànic Adrian Hardy Haworth (1767-1833).
truncata: epítet llatí que significa "que sembla tallat".

## Varietats i cultivars

### Varietats
- Haworthia truncata var. truncata (Varietat tipus)
- Haworthia truncata var. maughanii

### Cultivars
En el cultiu s'ha produït una gran varietat de cultivars, mitjançant la cria selectiva de varietats i mitjançant la hibridació.
| Imatge | Cultivars                       | Descripció |
| ------ | ------------------------------- | --- |
|        | Haworthia truncata 'Lime Green' | Els segments de la tija són quadrats a rectangulars, de color verd clar a verd llima amb nervació de color verd fosc. Les puntes de la tija aplanades tenen un contorn rectangular i contenen finestres de teixit translúcides que permeten que la llum penetri més profundament a la fulla. La tija de la inflorescència fa fins a 30 cm d'alçada i es compon de flors penjants de color blanc i crema. És un híbrid entre H. truncata i H. cuspidata (o potser de H. cymbiformis). |

## Cultiu
Aquesta espècie és cada vegada més freqüent en el cultiu i és molt fàcil de propagar en gran quantitat. Es pot cultivar a partir de llavors, de fillols de la planta mare, d'esqueixos d'arrels i fins i tot d'esqueixos de fulles. També s'hibriditza fàcilment amb altres espècies de Haworthia
Requereix un sòl molt ben drenat i una mica d'exposició a la llum solar. També és una de les poques espècies de Haworthia que es pot adaptar a un entorn de ple sol. El seu hàbitat natural al Petit Karoo és àrid, però amb precipitacions escasses de manera intermitent durant tot l'any. En les condicions suaus (sovint de semiombra) del cultiu, les fulles tendeixen a créixer cap amunt i fora del sòl.
A les regions temperades, H. truncata generalment es cultiva sota vidre, ja que no tolera les temperatures sota zero. En el cultiu del Regne Unit, ha obtingut el premi Royal Merit Garden de la Royal Horticultural Society.